# 2030
Cette page concerne l'année 2030  du calendrier grégorien.
2030 est une année commune qui commence un mardi. C'est la 2030e année de notre ère, la 30e du IIIe millénaire et du XXIe siècle et la première de la décennie 2030-2039.

## Autres calendriers
L'année 2030 du calendrier grégorien correspond aux dates suivantes :
- Calendrier berbère : 2979 / 2980
- Calendrier chinois : 4727 / 4728 (le Nouvel An chinois 4728 de l'année du chien de métal a lieu le 3 février 2030)
- Calendrier hébraïque : 5790 / 5791
- Calendrier indien : 1951 / 1952
- Calendrier musulman : 1451 / 1452
- Calendrier persan : 1408 / 1409
- Calendrier républicain : 238 / 239

## 2030 et prospective
2030 est une année butoir pour divers lois et travaux de prospective.
En France, par exemple, un groupe Agriculture et prospective a travaillé à horizon 2030.
Des travaux sur la Construction et le cadre de vie et de nombreux autres ont 2030 comme horizon.
En particulier, le CEMAGREF, La mission Prospective du MEEDDM (aujourd'hui le MEDDTL) a lancé en 2010 AQUA 2030, une réflexion prospective sur l'eau et les milieux aquatiques en liaison avec deux de ses programmes phares que sont « Territoires Durables 2030 » et « Biodiversité 2030 ».
Selon la loi de transition énergétique en 2013, il faudra avoir diminué de 40 % les émissions françaises de gaz à effet de serre, et de 30 % la consommation d'énergies fossiles (par rapport à 2012) tout en ayant augmenté de 32 % des énergies renouvelables. Le recours aux énergies biosourcées risque entre 2015 et 2030 d'entrer en concurrence avec les matériaux biosourcés, ce pourquoi la loi prévoit la mise en place d'une stratégie nationale de mobilisation de la biomasse et de schémas régionaux biomasse.
Selon les prospectivistes militaires américains de la NIC, d'importants changements démographiques auront modifié le monde de 2010 à 2030, avec une population qui devrait passer de 7,1 milliards à 8,3 milliards, un vieillissement de la population, d'importantes migrations et une croissance de l'urbanisation/périurbanisation qui vont augmenter la pression sur les ressources naturelles non-renouvelables et peu, coûteusement ou lentement renouvelables (ainsi selon le NIC « la demande en nourriture, eau et d'énergie va respectivement croître d'environ 35, 40 et 50% ».

## Événements prévus

### Février
- Du 1er février au 17 février : les XXVIes Jeux olympiques d'hiver qui auront lieu dans les Alpes Françaises

### Mars
- du 1er au 10 mars :  les XVe Jeux paralympiques d'hiver qui auront lieu dans les Alpes Françaises

### Juin
- 8 et 9 juin : trois matchs de la Coupe du monde de football 2030 en Amérique du Sud[6]
- 13 juin : début officiel de la Coupe du monde de football 2030, organisée en Espagne, au Maroc et au Portugal[6]

### Juillet
- 21 juillet : finale de la Coupe du monde de football 2030[6]

### Octobre
- 4 octobre : Bicentenaire de la Belgique
- 13 octobre : Élections communales et provinciales en Belgique

### Dates à préciser
- Date inconnue : Jeux olympiques d'hiver de 2030.
- Date inconnue : les voitures à essence devraient être interdites à Paris[7].
- Date inconnue : abandon et désorbitation progressive de la Station spatiale internationale[8].

### Horizon temporel
- 2030 est l'horizon du Défi de Bonn (lancé en 2011 à Bonn, repris par la « Déclaration de New York sur les forêts » (lors du Sommet sur le climat de 2014), visant à reboiser 350 millions d’hectares entre 2011 et 2030 pour le climat, la biodiversité, l'eau, la lutte contre la pauvreté...
- 2030 est l'horizon proposé par la Commission européenne pour sa stratégie en faveur de la biodiversité dans l'Union européenne[9] ;
- 2030 est l'un des horizons d'une nouvelle stratégie pour les sols annoncée en 2021, destinée à permettre aux sols européens de redevenir sains et parvenir, La neutralité de la dégradation des terres doit être atteinte en Europe d'ici à 2030 ; c'est l'un des objectifs de développement durable auxquels l'UE a souscrit[9].

## 2030 dans la fiction
- Dans le film La Machine à explorer le temps (de 2002), le voyageur temporel Alexander Hartdegen marque un arrêt le 24 mai 2030 où il s'entretient avec une intelligence artificielle holographique, appelée Vox. Il y est aussi présenté que des forages sont en cours sur la Lune pour la construction d'habitations.
- La série télévisée How I Met Your Mother se déroule cette année, car même si l'action se déroule dans les années 2000, ce sont en fait des retours en arrière narrés par le héros.
- L'action du jeu vidéo Shatterhand (1991, NES) se déroule en 2030.
- Dans le roman d'anticipation prospectiviste Nous en 2030. Lorsque naîtra le postcapitalisme transhumaniste de Daniel-Philippe de Sudres, un vol habité vers la planète Mars, dans une époque de pauvreté généralisée, permet l'apparition d'humains modifiés, les « jedhumains », qui vont réenchanter le monde grâce à une « synarchie durabiliste » européenne (Synarchie européenne).